# 헤이지 (연호)
헤이지(平治, へいじ)는 일본의 연호(元号) 중 하나이다.
- 전후 : 호겐(保元) 이후 - 에이랴쿠(永暦) 이전.
- 시기 : 1159년
- 천황 : 니조 천황

## 개원(改元)
- 호겐 4년 4월 20일(율리우스력 1159년 5월 9일), 니조 천황의 즉위에 의해 개원.
- 헤이지 2년 1월 10일(율리우스력 1160년 2월 18일), 에이랴쿠로 개원된다.

## 출전
『사기·하본기』의 「天下於是大平治」.

## 헤이지 시기에 일어난 일
- 원년
  - 헤이지의 난

## 서력과의 대조표
| 헤이지 | 원년   | 2년    |
| ------ | ------ | ------ |
| 서력   | 1159년 | 1160년 |
| 간지   | 기묘   | 경진   |

## 같이 보기
- 일본의 연호 일람

| 이전 호겐 | 일본의 연호 1159년 ~ 1160년 | 다음 에이랴쿠 |